# Елипса
 Тази статия е за геометричната крива.  За стилистичния похват вижте Елипса (литература).  
Елипса (от гр. έλλειψη – липса) в геометрията е геометрично място на точки M, за които сумата от разстоянията до две дадени точки {\displaystyle F_{1}} и {\displaystyle F_{2}} (наречени фокуси) е постоянна, т.е.
{\displaystyle |F_{1}M|+|F_{2}M|=C.}
Окръжността е частен случай на елипса, когато двата фокуса съвпадат.
Разстоянието {\displaystyle |F_{1}F_{2}|} се нарича фокусно разстояние, а отношението {\displaystyle \epsilon =|F_{1}F_{2}|/C} – ексцентрицитет.
Ексцентрицитетът характеризира разтеглеността на елипсата – колкото ексцентрицитетът е по-близък до 0, толкова повече елипсата наподобява окръжност, и обратното – колкото ексцентрицитетът е по-близък до 1, толкова тя е по-издължена.
Елипсата е вид конично сечение: ако един конус бъде пресечен от равнина, която не пресича основата на конуса и не е успоредна на нея, то сечението на конуса и равнината е елипса.
Частта от правата, минаваща през двата фокуса и ограничена от елипсата, се нарича голяма ос. Голямата ос е най-дългата отсечка, която свързва 2 точки от елипсата. Правата, която минава през центъра (по средата между фокусите) и сключва прав ъгъл с голямата ос, се нарича малка ос. Голямата полуос е половината от голямата ос. Аналогично малката полуос е половината от малката ос.

## Параметрично уравнение на елипса
Размерът на елипсата се определя от две константи, условно означени с a и b, където a е дължината на главната полуос, а b – на малката полуос.
Елипса, чийто център е в началото на координатната система Oxy и е с главна ос по оста x, се определя от каноничното уравнение
{\displaystyle {\frac {x^{2}}{a^{2}}}+{\frac {y^{2}}{b^{2}}}=1}
Следващата графика демонстрира питагоровата теорема a² = b² + c² като частен случай на долното непараметрично уравнение за (x = 0, y = b).
Същата елипса може да бъде представена чрез параметричните уравнения:
{\displaystyle x=a\,\cos t}
{\displaystyle y=b\,\sin t}
{\displaystyle 0\leq t<2\pi }
където се използват тригонометричните функции синус и косинус.
Ако елипсата не е с център началото на координатната система, но отново главната ѝ ос е по оста x, тя може да бъде описана с уравнението
{\displaystyle {\frac {(x-h)^{2}}{a^{2}}}+{\frac {(y-k)^{2}}{b^{2}}}=1}
където (h,k) са координатите на центъра.

### Ексцентрицитет
Формата на елипсата се изразява с число, наречено ексцентрицитет на елипсата, означавано с e. Ексцентрицитетът се свързва с a и b чрез равенството
{\displaystyle e={\sqrt {1-{\frac {b^{2}}{a^{2}}}}}}
където {\displaystyle c} (линейният ексцентрицитет на елипсата) е равен на разстоянието от центъра до който и да е от фокусите.
{\displaystyle e={\frac {c}{a}}}
Ексцентрицитетът е положително число между 0 (в частния случай на окръжност) и 1.
Колкото е по-голям ексцентрицитетът, толкова е по-голямо отношението на a към b и следователно елипсата е по-издължена.
Разстоянието между фокусите е 2ae.

### Параметър(фокална полухорда) и полярни координати
Отсечката от фокуса на елипсата до самата елипса, перпендикулярна на главната ос, се нарича параметър (фокална полухорда) на елипса (бележи се с l). Връзката между него и a и b се изразява чрез формулата al = b2.
Елипса, на която единият от фокусите е в центъра на координатната система, а другият лежи върху отрицателната част на абсцисата, се разглежда в полярни координати с помощта на следното уравнение:
{\displaystyle r(1+e\cos \theta )=l\,}
Елипсата може да бъде разглеждана и като проекция на окръжност върху равнина, наклонена под ъгъл φ спрямо хоризонтална равнина, проектирана перпендикулярно върху нея. Тази проекция ни дава елипса с ексцентрицитет sin φ при φ различно от 90°.

### Лице
Лицето на фигурата, заключена от елипсата, е {\displaystyle S=\pi } a b, където {\displaystyle \pi } е Архимедовата константа.

### Обиколка
Обиколката на елипсата е 4aE(e), което не може да бъде изразено с проста функция. E в случая е пълен елиптичен интеграл от втори род.
Точното решение за изразяване на обиколката на една елипса е безкраен ред:
{\displaystyle c=2\pi a\left[{1-\left({1 \over 2}\right)^{2}e^{2}-\left({1\cdot 3 \over 2\cdot 4}\right)^{2}{e^{4} \over 3}-\left({1\cdot 3\cdot 5 \over 2\cdot 4\cdot 6}\right)^{2}{e^{6} \over 5}-\dots }\right]\!\,}
Добро приближение, дадено от Рамануджан:
{\displaystyle c\approx \pi \left[3(a+b)-{\sqrt {(3a+b)(a+3b)}}\right]\!\,}
където a и b са съответно голямата и малката полуос.
Горното може да бъде записано и като:
{\displaystyle c\approx \pi a\left[3(1+{\sqrt {1-e^{2}}})-{\sqrt {(3+{\sqrt {1-e^{2}}})(1+3{\sqrt {1-e^{2}}})}}\right]\!\,}

### Свойства като отражател
Ако имаме елипсовидно огледало с източник на светлина в един от фокусите, тогава всички лъчи ще се отразяват към една точка – втория фокус. Тъй като няма друга крива с това свойство, то може да бъде използвано като алтернативна дефиниция на елипса.

### Елипсата във физиката
Йохан Кеплер открива, че орбитите, които планетите описват около Слънцето, са с форма на елипса. Това е и първият закон на Кеплер. По-късно Исак Нютон обяснява, че този факт е естествен резултат от неговия закон за всебщото привличане.

## Елипсите в компютърната графика